# Giáo phận Phần Dương
Giáo phận Phần Dương (tiếng Trung: 天主教汾阳教区; tiếng Latinh: Dioecesis Feniamensis) là một giáo phận của Giáo hội Công giáo Rôma ở Trung Quốc nằm trong Giáo tỉnh Thái Nguyên, có tòa giám mục đặt tại Phần Dương (Sơn Tây).

## Lịch sử
- 12/5/1926: Hạt Đại diện Tông tòa Phần Dương được thành lập trên diện tích tách ra từ Hạt Phủ doãn Tông tòa Thái Nguyên Phủ.
- 11/4/1946: Nâng cấp thành Giáo phận Phần Dương

## Lãnh đạo giáo phận
- Đại diện Tông tòa Phần Dương
  - Giám mục Aloisiô Trần Quốc Chỉ (Tchen Chao-t’ien), O.F.M. (10/5/1926 – 9/3/1930)
  - Giám mục Phanxicô Lưu Cẩm Văn (23/7/1930 – 11/4/1946)
- Giám mục Phần Dương
  - Giám mục Phanxicô Lưu Cẩm Văn (11/4/1946 – 15/1/1948)
  - Giám mục Simôn Lôi Chấn Hà (9/6/1949 – 1963)
  - Giám mục Gioan Quắc Thành (1991 – 2/1/2023)